# Martin Michalski
Martin Michalski (* 3. Februar 1927; † 21. April 2008) war ein deutscher Zauberkünstler und Autor zahlreicher Zauberkästen und Sachbücher.

## Biografie
Michalski begann im Alter von zehn Jahren mit der Zauberei. Im Zweiten Weltkrieg wurde er verletzt und verlor ein Bein. Nach dem Krieg fing er bei der Ravensburger AG an; anfangs arbeitete er weiter in seinem Hauptberuf als Ingenieur für Turbinen bei der Escher Wyss AG. Im Rahmen seiner Verlagsarbeit entwickelte er etwa 50 verschiedene Zauberkästen und schrieb mehr als 15 Fachbücher.
Von der Organisation Magischer Zirkel von Deutschland wurde Michalski zum „Schriftsteller des Jahres 1988“ gewählt. 2005 bekam der damals 78-Jährige den Ludwig-Döbler-Award für sein Lebenswerk verliehen.
2008 verstarb Martin Michalski im Alter von 81 Jahren.

## Werke (Auswahl)
- Zaubern ist ganz leicht. Eppe-Verlag, Bergatreute 1968, ISBN 3-89089-852-1.
- Das neue Zauberbuch. Ravensburger Buchverlag, Ravensburg 1982, ISBN 3-47339-070-4.
- Zaubergeheimnisse für Kinder. Ravensburger Buchverlag, 1994, ISBN 3-47337-476-8.
- Das große Buch vom Zaubern. Moewig-Verlag, Rastatt 1999, ISBN 3-81181-024-3.
- Das Neue Zauberbuch. Tolle Tricks mit kleinen Dingen. Auch du kannst zaubern. Eppe-Verlag, Bergatreute 2001, ISBN 3-89089-851-3.
- Magic Tricks XXL. Zauberkasten. Ravensburger Buchverlag, Ravensburg 2002, ISBN 3-47367-207-6.
- Das große Buch vom Zaubern: Spiel der Illusionen. Eppe-Verlag, Bergatreute 2007, ISBN 3-89089-855-6.